# 梓潼县
梓潼县在中国四川省北部，是绵阳市所辖的一个县。总面积1438平方公里，2020年常住人口为27.7万人。

## 行政区划
梓潼县下辖15个镇、1个乡：
文昌镇、长卿镇、许州镇、黎雅镇、卧龙镇、观义镇、玛瑙镇、石牛镇、自强镇、仁和镇、双板镇、金龙镇、文兴镇、演武镇、宏仁镇和宝石乡。

## 人口
据绵阳市第七次全国人口普查公报，至2020年11月1日零时，梓潼县常住人口为276996人，占全市人口比重为5.69%。其中，男性人口占比50.37%，女性人口占比49.63%，男女性别比重为101.48%。0-14岁人口占13.67%，15-59岁人口占58.83%，60岁及以上人口占27.5%。
2019年末，梓潼县总人口37.27万人，城镇户籍人口7.40万人，乡村户籍人口29.87万人。

## 交通
- 347国道过境。

## 特产
梓潼桔梗、梓潼酥饼、天宝蜜柚：中国地理标志产品。